# Yoav (musicien)
Yoav (né Yoav Sadan le 15 octobre 1979 à Tel Aviv, Israël,) est un auteur-compositeur-interprète sud-africain d'origine israélienne.

## Biographie
La musique de Yoav est composée entièrement de sa voix et de sa guitare acoustique, qu'il utilise avec ses mains pour créer des rythmes de type électroniques. 
Il a publié son premier album Charmed and Strange au début de l'année 2008, suivi de l'album A Foolproof Escape Plan deux ans plus tard. 
Le titre Adore Adore a été utilisé dans l'épisode Redwood de la série Mentalist. La chanson Club Thing a été utilisée dans le film québécois Les pieds dans le vide.

## Discographie
Albums
- Charmed & Strange (2008)

1. Adore Adore - 5:36
2. Club Thing - 4:24
3. Live - 4:10
4. One by One - 3:47
5. There Is Nobody - 3:56
6. Wake Up - 3:21
7. Beautiful Lie - 5:10
8. Angel and the Animal - 5:06
9. Sometimes... - 4:49
10. Yeah, The End - 3:27
11. Where Is My Mind - 3:25 (reprise des Pixies)
12. Wasteland Waltz (chanson bonus au Royaume-Uni)

- A Foolproof Escape Plan (2010)

1. Greed - 4:34
2. Moonbike - 3:39
3. Safety In Numbers - 3:36
4. Yellowbrite Smile - 3:47
5. Spidersong - 3:58
6. Little Black Box - 3:50
7. Easy Chair - 5:01
8. Anonymous - 4:13
9. 6/8 Dream - 3:51
10. We All Are Dancing - 4:06

- Blood Vine (2012)
- Dopamine (EP) (2014)
- Multiverse (2018)

Singles
- Club Thing (2008) - #18 DK[3]
- Beautiful Lie (2008)
- There Is Nobody (avec Ariane Moffatt)
- Adore Adore (2008)
- Yellowbrite Smile (2010)

## Tournées
Yoav a fait la première partie de Tori Amos lors des 93 spectacles de sa tournée mondiale American Doll Posse en 2007.
Yoav fait la première partie de Katie Melua lors de ses concerts français en 2011.